# Triumvirat
Pour l’article homonyme, voir Triumvirat (groupe).

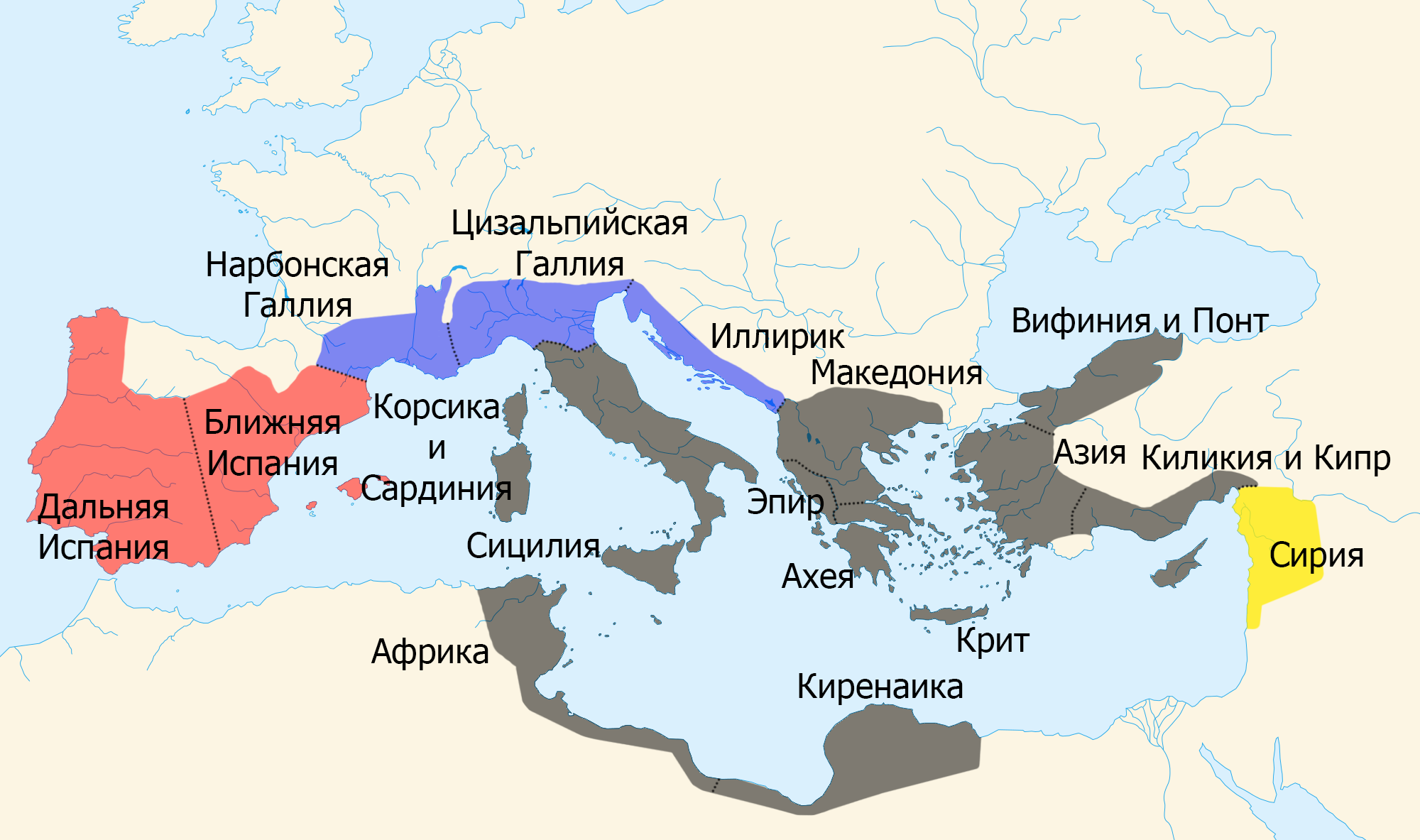
Triumviratus par Homoratrox

Le triumvirat est, à l'origine, une fonction de la magistrature romaine composée de trois hommes. Dans son sens contemporain c'est une alliance secrète ou publique de trois personnalités (politiques ou militaires) de poids égaux qui s'unissent pour diriger (on retrouve cette notion dans le terme russe de troïka).

## Argentine
En Argentine le triumvirat désigne deux exécutifs tricéphales successifs qui gouvernèrent les Provinces-Unies du Río de la Plata, préfiguration de l’Argentine actuelle, et qui s’inscrivent dans une série de régimes de gouvernement assez éphémères que connut, dans un contexte de guerre d’indépendance contre l’Espagne et d’une âpre polarisation politique interne, cette jeune république dans la deuxième décennie du XIXe siècle.
Ce sont : le premier triumvirat (23 septembre 1811 – 8 octobre 1812), composé à l’origine de Feliciano Chiclana, Manuel de Sarratea et Juan José Paso, et le second triumvirat (8 octobre 1812 – 31 janvier 1814), composé initialement d'Antonio Álvarez Jonte, Juan José Paso et Nicolás Rodríguez Peña, mais dont la composition fut modifiée à plusieurs reprises ensuite.

## France
En France, on appelle triumvirat :
- lors des guerres de religion, l'alliance des trois grands chefs catholiques naguère rivaux. Il s'agit d'Anne de Montmorency, François de Guise et de Jacques d'Albon de Saint-André ;
- sous le règne de Louis XV, le gouvernement composé des secrétaires d'État d'Aiguillon et Terray et du chancelier de Maupeou ;
- pendant la Constituante, l'association des révolutionnaires Antoine Barnave, Adrien Duport et Alexandre de Lameth : Mirabeau, qui les détestait, les surnommait le « triumgueusat »[1] ;
- une gravure (vers 1791) désigne Robespierre, Pétion et Roederer comme le « triumvirat patriote »[2] ;
- Le 9 thermidor an II (27 juillet 1794), Robespierre, Saint-Just et Georges Couthon furent accusés de former un « triumvirat » aspirant à la dictature.
- après le coup d'État du 18 fructidor an V (4 septembre 1797), le Directoire contrôlé par Reubell, Barras et La Révellière-Lépeaux.
- le Consulat, au départ dirigé par Bonaparte, Sieyès et Ducos.
- le comité directeur du Régime de Vichy, en place entre le 13 décembre 1940 et le 9 février 1941, composé de l'amiral Darlan, ministre de la Marine, Flandin, ministre des Affaires étrangères, et le général Huntziger, ministre de la Guerre.

Dans les médias français, ce terme est parfois utilisé pour désigner une alliance de trois hommes d'affaires, par exemple Martin Bouygues, Jean-Luc Lagardère et Serge Dassault vers 2007.

## Japon
Le triumvirat Mino est dirigé par trois généraux samouraï au service du clan Saitō au cours de l'époque Sengoku (milieu du XVIe siècle).

## Mexique
Le Mexique a été provisoirement dirigé, à trois reprises, par un triumvirat appelé Pouvoir exécutif suprême.
Il a d'abord été formé après l'abdication de l'empereur Augustin Ier le 31 mars 1823, jusqu'à l'accession de Guadalupe Victoria à la présidence du Mexique le 10 octobre 1824, à la suite de l'adoption de la Constitution fédérale.
Un triumvirat a de nouveau dirigé le pays pour quelques jours, dans un contexte d'instabilité politique, entre le 23 décembre 1829 et le 1er janvier 1830, alors que Vicente Guerrero avait abandonné le pouvoir pour combattre une rébellion qui souhaitait le renverser. Anastasio Bustamante, à la tête de la rébellion, s'empare finalement du pouvoir.
En 1863, un nouveau triumvirat est constitué entre le 25 juin et le 11 juillet.

## Pays-Bas
Au sein du Conseil d'Etat, triumvirat formé au XVIe par l'archevêque de Malines, Antoine Perrenot de Granvelle, le juriste frison Viglius van Aytta et le chevalier de la Toison d'Or Charles de Berlaymont.
Par opposition à ce triumvirat, se forme dès 1562 la Ligue de Haute Noblesse dirigée par le triumvirat formé de Guillaume d'Orange, Lamoral d'Edgmont et Philippe de Montmorency.

## Uruguay
Le Triumvirat de 1853 est le nom donné au pouvoir exécutif provisoire que l'Uruguay a connu entre le 23 septembre 1853 et le 12 mars 1854. Il était composé de Venancio Flores, Juan Antonio Lavalleja et Fructuoso Rivera.

## Entités politiques disparues

### Empire ottoman
Le terme de triumvirat est employé pour désigner le gouvernement militaire des Trois Pachas, Talaat Pacha, Enver Pacha et Djemal Pacha, au pouvoir de 1913 à 1918 et qui dirige l'Empire ottoman dans la Première Guerre mondiale.

### Rome antique
Sous la République romaine, les triumvirs sont trois hommes délégués à une mission administrative ou représentative.
À la fin de la République, le terme désigne plus particulièrement :
- le premier triumvirat, qui réunit Jules César, Gnaeus Pompeius Magnus (dit Pompée le Grand) et Marcus Licinius Crassus en 60 av. J.-C.[6]; puis renouvelé en 57 av. J.-C.
- le second triumvirat, qui réunit Octave, Marc Antoine et Lépide en 43 av. J.-C.[7].

### Union soviétique
En Union soviétique, on qualifie de troïka, l'alliance de forces politiques ayant la forme d'un triumvirat.
Même si le terme fait explicitement référence aux triumvirats de la Rome antique et de la France révolutionnaire, le terme troïka désigne à l'origine un grand traîneau tiré par un attelage de trois chevaux ; on parle alors d'un « attelage à la troïka » ou « attelage russe ».
La première troïka sera formée en 1922 par l'association de Joseph Staline, Grigori Zinoviev et Lev Kamenev en opposition à Léon Trotski.
Pendant la Seconde Guerre mondiale, le gouvernement tricéphale (trois personnes) formé de Joseph Staline, Viatcheslav Molotov et Lavrenti Beria.
Après la chute de Nikita Khrouchtchev, trois personnalités se répartissent les postes de premier secrétaire du Parti, de Premier ministre et de chef de l'État :
- Léonid Brejnev, Alexis Kossyguine et Anastase Mikoyan ;
- puis Léonid Brejnev, Alexis Kossyguine et Nikolaï Podgorny.